# GSS Sunbeams
GSS Sunbeams (GSSサンビームズ) est un club japonais de volley-ball fondé en 2004 et basé à Tokyo, évoluant pour la saison 2017-2018 en V・Challenge 2 Ligue.

## Résultats en Ligue
| Ligue          | Ligue   | Position | Équipes | Matchs | Gagné | Perdu |
| -------------- | ------- | -------- | ------- | ------ | ----- | ----- |
| V・Challenge   | 2008-09 | 10e      | 10      | 18     | 1     | 17    |
| V・Challenge   | 2009-10 | 12e      | 12      | 16     | 0     | 16    |
| V・Challenge   | 2010-11 | 12e      | 12      | 20     | 0     | 20    |
| V・Challenge   | 2011-12 | 12e      | 12      | 22     | 2     | 20    |
| V・Challenge   | 2012-13 | 10e      | 10      | 18     | 0     | 18    |
| V・Challenge   | 2013-14 | 10e      | 10      | 18     | 0     | 18    |
| V・Challenge   | 2014-15 | 9e       | 10      | 18     | 4     | 14    |
| V・Challenge 2 | 2015-16 | 3e       | 5       | 16     | 10    | 6     |
| V・Challenge 2 | 2016-17 | 5e       | 6       | 15     | 5     | 10    |

## Effectifs

### Saison 2014-2015
Entraîneur :  Asako Tajimi